# Ferenc Glatz
Ferenc Glatz (ur. 2 kwietnia 1941 w Csepel) – węgierski historyk i polityk, minister edukacji i kultury od 1989 do 1990, przewodniczący Węgierskiej Akademii Nauk w latach 1996–2002.

## Życiorys
W 1964 ukończył studia na Uniwersytecie im. Loránda Eötvösa w Budapeszcie.
Od 1967 był pracownikiem naukowym w Instytucie Historii Węgierskiej Akademii Nauk. W 1976 został dyrektorem departamentu, a w 1988 dyrektorem całego instytutu. Od 1976 był wykładowcą na Uniwersytecie im. Loránda Eötvösa w Budapeszcie i w 1979 założył na nim Wydział Muzeologii Historycznej. W 1979 Glatz został założycielem i redaktorem periodyka naukowego „História”.
Po licznych podróżach badawczych zagranicą (RFN, Wielka Brytania, Francja, ZSRR), w 1985 został mianowany sekretarzem generalnym Komitetu Metodologii Czasów Nowożytnych i Krytyki Źródeł Międzynarodowego Komitetu Nauk Historycznych (ICHS). W latach 1990–1995 pełnił funkcję sekretarza generalnego Komitetu Historiografii ICHS. Glatz jest autorem wielu książek na temat historii i teorii historii.
W latach 1989–1990 Ferenc Glatz zajmował stanowisko ministra edukacji i kultury w gabinecie premiera Miklósa Németha. Niektóre z jego działań jako ministra zmierzały do uwolnienia węgierskiego systemu szkolnictwa od wpływów radzieckich. Za jego rządów zniesiono w kraju cenzurę, obowiązkową naukę języka rosyjskiego jako języka obcego, wprowadzono nowy program nauczania języków obcych oraz zniesiono monopol państwa na zakładanie placówek szkolnych.
W latach 1990–1993 Glatz ponownie pełnił funkcję dyrektora Instytutu Historii Węgierskiej Akademii Nauk. Od 1996 do 2002 zajmował stanowisko dyrektora Węgierskiej Akademii Nauk. Od 1991 do 2004 Ferenz Glatz był zaangażowany w proces rozszerzenia Unii Europejskiej o kraje Europy Środkowo-Wschodniej.